# Liste der Schleusen der Havel
Die Liste der Schleusen der Havel führt alle vorhandenen und ehemaligen Schleusen im Verlauf des Flusses und in zur Verbesserung der Schifffahrt beziehungsweise aus hydrologischen Gründen künstlich angelegten und kanalartigen, havelwasserführenden Seitenarme auf. In die Liste aufgenommen wurden auch Schleusen in Gewässern in unmittelbarer Nähe mit Verbindung zur Havel.
Die Havel ist ein Fließgewässer im Nordosten Deutschlands und mit 334 Kilometern Länge der längste rechtsseitige Nebenfluss der Elbe. Die direkte Entfernung zwischen Quelle und Mündung beträgt nur 94 Kilometer. Die Havel entspringt im Süden Mecklenburg-Vorpommerns, durchfließt Brandenburg, Berlin und Sachsen-Anhalt und mündet an der Grenze zwischen Brandenburg und Sachsen-Anhalt in die Elbe.

## Schleusen in der Havel
| Ort                            | Name der Schleuse                 | Wasserstraßenkilometer               | Abmessungen (Kammerlänge / Kammerbreite / Torweite / Fallhöhe) | Verkehrsfreigabe / Baujahr / Sanierung / Stilllegung | Bild                                                                           | Anrufkanal / Telefon | Koordinaten                  |
| ------------------------------ | --------------------------------- | ------------------------------------ | --- | --- | ------------------------------------------------------------------------------ | -------------------- | ---------------------------- |
| Zwenzow, Userin                | Schleuse Zwenzow                  | OHW 92,50                            | L 80 m / B 3,5 m / Fallhöhe 1,3 m | 1934 |                                                                                | 0395/38069440        | 53° 19′ 3″ N, 12° 57′ 22″ O  |
| Wesenberg (Mecklenburg)        | Schleuse Wesenberg                | OHW 81,6                             | L 55,6 m / B 6,6 m / Fallhöhe 2,4 m | |                                                                                | 039832/20214         | 53° 16′ 27″ N, 12° 59′ 21″ O |
| Steinförde, Fürstenberg/Havel  | Schleuse Steinhavel               | OHW 64,6                             | L 41,9 m / B 5,3 m / Fallhöhe 1,6 m | Die Schleuse Steinhavel in der Müritz-Havel-Wasserstraße, die Berlin und die Müritz verbindet, war seit September 2021 gesperrt. Die Schleuse wurde komplett erneuert und verbreitert. Am 27. Mai 2022 wurde die Schleuse nach Neubau freigegeben. |                                                                                |                      | 53° 11′ 31″ N, 13° 6′ 26″ O  |
| Fürstenberg/Havel              | Schleuse Fürstenberg              | OHW 60,7                             | L 43 m / B 11 m / Fallhöhe 1,6 m | Erstbau 1831/36, Neubau 2009/2010 |                                                                                |                      | 53° 10′ 53″ N, 13° 8′ 43″ O  |
| Bredereiche, Fürstenberg/Havel | Schleuse Bredereiche              | OHW 47,8                             | L 55,0 m / B 6,5 m / Fallhöhe 2,6 m | Erstbau um 1740, Neubau 1883/1884, Neubau 1952 |                                                                                |                      | 53° 8′ 11″ N, 13° 14′ 24″ O  |
|                                | Grenzschleuse                     | OHW ca. 46,0                         | L 43,6 m / B 5,5 m / Fallhöhe >0,50 m | erbaut 1866/69, 1894 wieder abgerissen |                                                                                |                      | 53° 7′ 51″ N, 13° 15′ 17″ O  |
| Schleusenhof Regow, Lychen     | Schleuse Regow                    | OHW 42,2                             | L 43,6 m / B 5,5 m / Fallhöhe 1 m | Erstbau 1866/69, Neubau 1966 |                                                                                | 03307/467850         | 53° 7′ 57″ N, 13° 17′ 44″ O  |
| Beutel (Templin)               | Schleuse Zaaren                   | OHW 36,1                             | L 44,3 m / B 5,6 m / Fallhöhe 1,1 m | Erstbau 1866/69, Neubau 1963 |                                                                                |                      | 53° 5′ 50″ N, 13° 20′ 19″ O  |
| Schleuse Schorfheide, Templin  | Schleuse Schorfheide              | OHW 32,6                             | L 51,5 m / B 6,6 m / Fallhöhe 0,6 m | |                                                                                |                      | 53° 4′ 57″ N, 13° 21′ 59″ O  |
| Zehdenick                      | Schleuse Zehdenick                | OHW 15,95                            | L 44,9 m / B 9,5 m / Fallhöhe 3,0 m | |                                                                                |                      | 52° 58′ 58″ N, 13° 19′ 57″ O |
| Krewelin, Zehdenick            | Schleuse Krewelin                 | OHW 11,35                            | L ca. 41 m, B 6,30 , auf einer Seite eine 16,80 Meter lange Ausbuchtung. Breite von 10,30 Meter diente der Aufnahme eines Schleppers während des Schleusenvorganges. | Erbaut 1880/1882, 1971 abgerissen |                                                                                |                      | 52° 57′ 6″ N, 13° 22′ 24″ O  |
| Bischofswerder, Liebenwalde    | Schleuse Bischofswerder           | OHW 4,53 (Voßkanal)                  | L 85,0 m / B 10,6 m / Fallhöhe 3,3 m | |                                                                                |                      | 52° 53′ 33″ N, 13° 22′ 52″ O |
| Liebenwalde                    | Schleuse Liebenwalde              | HOW 45,30 (Malzer Kanal)             | L 51,3 m / B 10,5 m / Fallhöhe 2,0 m | |                                                                                |                      | 52° 51′ 2″ N, 13° 23′ 45″ O  |
| Malz (Oranienburg)             | Schleuse Malz                     | HOW 35 (Malzer Kanal)                | | 1824, 1874, nicht in Betrieb |                                                                                |                      | 52° 47′ 52″ N, 13° 17′ 31″ O |
| Sachsenhausen (Oranienburg)    | Schleuse Sachsenhausen            | (Oranienburger Kanal)                | | 16. Jrh., 1874–1878, seit 1945 außer Betrieb |                                                                                |                      | 52° 46′ 34″ N, 13° 14′ 35″ O |
| Lehnitz, Oranienburg           | Schleuse Lehnitz I                | HOW 28,60 (Oder-Havel-Kanal)         | L 85 m / B 10 m / Fallhöhe 5,65 m | 1909/1910 nicht in Betrieb | Unterhaupt Schleuse Lehnitz I mit Stemmtor                                     |                      | 52° 46′ 9″ N, 13° 16′ 46″ O  |
|                                | Schleuse Lehnitz II               | HOW 28,60                            | L 125 m / B 11,92 m / Fallhöhe 5,65 m | 1940 | Lehnitzschleuse II von Westen gesehen                                          | UKW 18               | 52° 46′ 8″ N, 13° 16′ 49″ O  |
| Oranienburg                    | Schleuse Friedenthal              | Ruppiner Kanal 3,75                  | | 1959 stillgelegt |                                                                                |                      | 52° 46′ 8″ N, 13° 14′ 5″ O   |
| Pinnow (Hohen Neuendorf)       | Schleuse Pinnow                   | HOW 22,6 (Oranienburger Kanal)       | L 42,9 m / B 9,5 m / Fallhöhe 2,70 m | Sanierung 2001 |                                                                                |                      | 52° 43′ 0″ N, 13° 14′ 17″ O  |
| Berlin                         | Schleuse Spandau                  | HOW 0,58 (Spandauer Havel)           | L 115 m / B 12,5 m / Fallhöhe 2,4 m | 15. Juli 2002 | Schleuse Spandau Unterwasser                                                   | UKW 23               | 52° 32′ 22″ N, 13° 12′ 32″ O |
| Paretz                         | Schleuse Paretz                   | Nauen-Paretzer-Kanal 1,50            | | 1953 stillgelegt |                                                                                |                      | 52° 28′ 1″ N, 12° 53′ 12″ O  |
| Brandenburg an der Havel       | Schleuse Brandenburg (Nordkammer) | UHW 55,55                            | L 170 m / B 12 m / Fallhöhe 1,2 m | 1883 Ersatz 30. Oktober 1970 | Nordkammer der Schleuse Brandenburg, talwärts gesehen, Unterhaupt mit Stemmtor | UKW 20               | 52° 25′ 18″ N, 12° 34′ 29″ O |
|                                | (Südkammer)                       |                                      | L 210 m / B 17,5 m / Torweite 9,9 m / Fallhöhe 1,2 m | 30. Juni 1909 | Südkammer der Schleuse Brandenburg talwärts gesehen                            | UKW 20               | 52° 25′ 18″ N, 12° 34′ 28″ O |
|                                | Stadtschleuse Brandenburg         | UHW 57,94 (Brandenburger Stadtkanal) | L 22,10 m / B 5,15 m / Fallhöhe 1,2 m | 1548 erste Schleuse 1926 Umbau 1996 Neubau | Sportbootschleuse von 1996                                                     |                      | 52° 24′ 23″ N, 12° 33′ 23″ O |
| Bahnitz, Milower Land          | Schleuse Bahnitz                  | UHW 81,95                            | L 215 m / B 23 m / Torweite 10 m / Fallhöhe 1,3 m | 1910 | Die Schleuse Bahnitz talwärts gesehen                                          | UKW 04               | 52° 30′ 4″ N, 12° 25′ 2″ O   |
|                                | Kahnschleuse Bahnitz              | UHW 82,00                            | L 12 m / B 2,70 m | 1912 Ersatzneubau bis 2011 | Die Kahnschleuse Bahnitz                                                       |                      | 52° 30′ 19″ N, 12° 25′ 9″ O  |
| Rathenow                       | Schleuse Rathenow                 | UHW 103,320                          | L 220 m / B 15 m / Torweite 9,6 m / Fallhöhe 1,00 m | 13. April 1901 | Unterhaupt der Schleppzugschleuse Rathenow                                     | UKW 03               | 52° 36′ 15″ N, 12° 18′ 57″ O |
|                                | Stadtschleuse Rathenow            | UHW 104,55 (Rathenower Stadtkanal)   | L 71,5 / B 8,4 m / Fallhöhe 1,00 m | 1559 erste Schleuse 1884 Erneuerung 1988 | Alte Stadtschleuse in Rathenow                                                 | 03385/515740         | 52° 36′ 24″ N, 12° 20′ 8″ O  |
| Grütz, Rathenow                | Schleuse Grütz                    | UHW 116,98                           | L 215 m / B 23 m / Torweite 10 m / Fallhöhe 0,6 m | 1911 | Schleuse talwärts gesehen                                                      | UKW 02               | 52° 40′ 0″ N, 12° 15′ 25″ O  |
| Molkenberg, Schollene          | Kahnschleuse Molkenberg           | Gülper Havel 122,7                   | L 11,99 m / B 1,99 m | 2015 Wehr und Schleusentore abgebaut, Schleuse stillgelegt | Kahnschleuse Molkenberg 2014                                                   |                      | 52° 42′ 1″ N, 12° 13′ 0″ O   |
| Gülpe, Havelaue                | Kahnschleuse Gülpe                | Gülper Havel 127,8                   | L 11,9 m / B 1,99 m | | Kahnschleuse Gülpe                                                             |                      | 52° 44′ 18″ N, 12° 13′ 18″ O |
| Garz (Havelberg)               | Schleuse Garz                     | UHW 129,02                           | L 215 m / B 23 m / Torweite 10 m / Fallhöhe 0,9 bis 1,4 m | 1912 | Einfahrt in die Schleuse zu Tal                                                | UKW 01               | 52° 44′ 50″ N, 12° 12′ 49″ O |
| Havelberg                      | Schleuse Havelberg                | UHW 147,09                           | L 225 m / B 20 m / Torweite 12 m / max. Fallhöhe 5,35 m | 4. Mai 1936 | Schleuse Havelberg zwischen Havel und Elbe                                     | UKW 21               | 52° 49′ 56″ N, 12° 3′ 20″ O  |
| Kolonie Neu-Werben             | Kahnschleuse Quitzöbel            | UHW 156,13                           | L 23 m / B 5,30 m | | Kahnschleuse Quitzöbel am Altarmwehr Quitzöbel                                 |                      | 52° 52′ 42″ N, 12° 0′ 29″ O  |
| Gnevsdorf                      | Kahnschleuse Gnevsdorf            | Gnevsdorfer Vorfluter 166            | L 22 m / B 5,30 m | | Wehr Gnevsdorf; Kahnschleuse im Hintergrund                                    |                      | 52° 54′ 26″ N, 11° 53′ 10″ O |

## Karten
- Folke Stender (Redaktion): Sportschifffahrtskarten Binnen 1. Nautische Veröffentlichung Verlagsgesellschaft, ISBN 3-926376-10-4.
- Autorenkollektiv W. Ciesla, H. Czesienski, W. Schlomm, K. Senzel, D. Weidner: Schiffahrtskarten der Binnenwasserstraßen der Deutschen Demokratischen Republik 1:10.000. Band 3. Wasserstraßenaufsichtsamt der DDR (Hrsg.), Berlin 1988, OCLC 830889996.
- Radwander- und Wanderkarte mit Zick-Zack-Faltung Havelradweg mit Begleitheft. Verlag Dr. Andreas Barthel, ISBN 978-3-89591-172-9.